# Vlašská kaple Nanebevzetí Panny Marie
Kaple Nanebevzetí Panny Marie v Klementinu, známá jako Vlašská kaple je římskokatolická kaple dokončená roku 1600 v barokním slohu. Nachází v Karlově ulici na Starém Městě v Praze 1. Stavebně je propojena s jezuitským komplexem Klementina, má společný vstupní portikus s kostelem sv. Klimenta a současně je umístěna za kněžištěm kostela Nejsvětějšího Salvátora.

## Historie

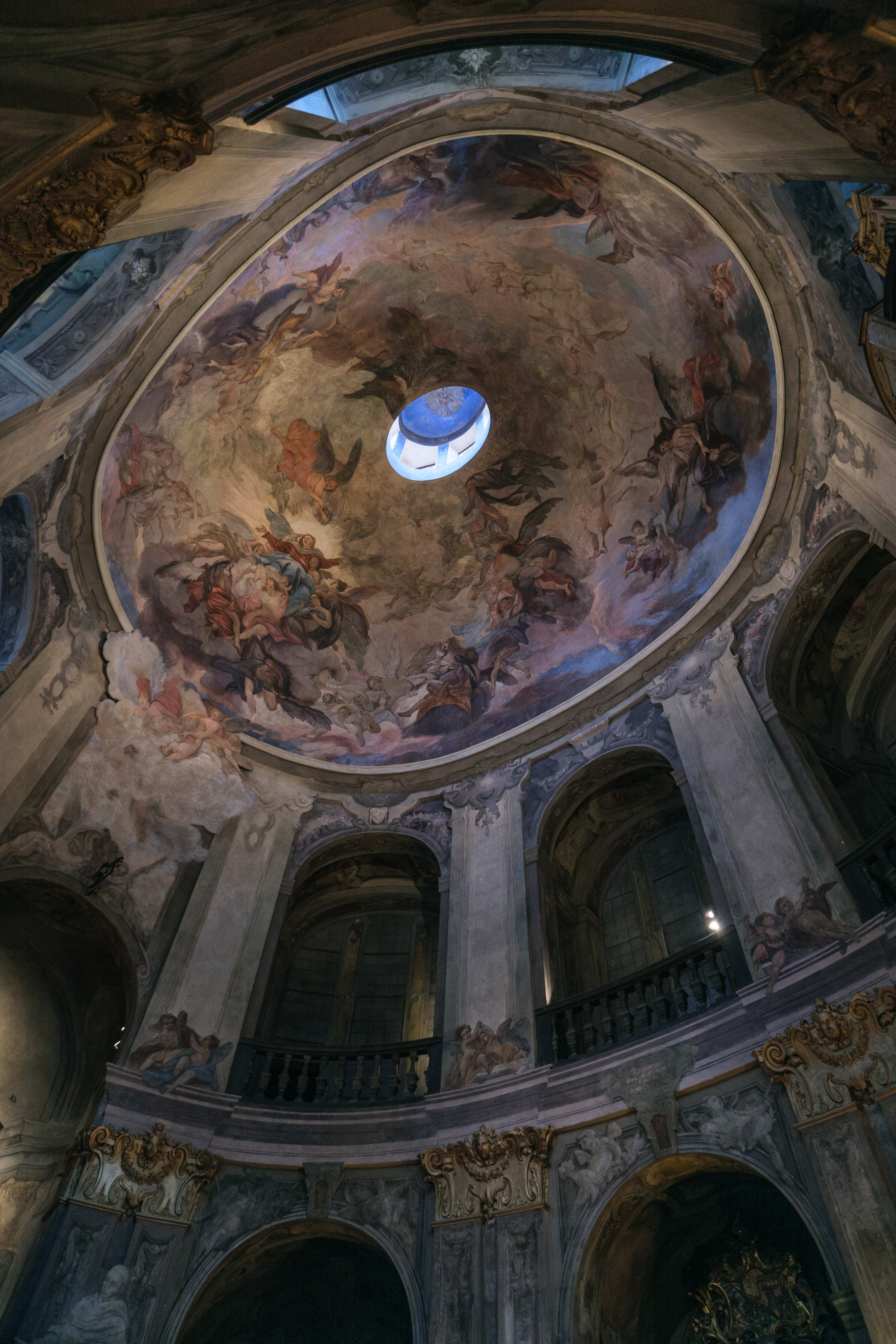
Pohled na kupoli a vnitřní ochoz

Při staroměstské jezuitské koleji v místě dnešní kaple existovala již v roce 1569 starší kaple a oratoř, která sloužila pro potřeby pražské italské komunity. Italové (Vlaši) si staroměstskou lokalitu zvolili proto, že zdejší jezuité se sídlem v Klementinu nabízeli kázání v italštině. Italská komunita se však rozrostla natolik, že původní kaple již kapacitně nedostačovala, proto byla v roce 1589 stržena a od roku 1590 celkově přestavěna. Nová kaple byla vysvěcena v na svátek Nanebevzetí Panny Marie v srpnu 1600 Monsignorem Filippem Spinellim, tehdejším papežským nunciem u dvora Rudolfa II.
Ve spolupráci s jezuity pražští Italové založili duchovní společenství, z něhož se později vyvinula samostatná Vlašské kongregace Nanebevzetí Panny Marie. Ve Vlašské ulici na Malé Straně později vznikla kaple Panny Marie a sv. Karla Boromejského jako součást Vlašského špitálu, která staroměstskou kapli částečně nahradila. Tíživá finanční situace přiměla Kongregaci v roce 1942 převést obě kaple i špitál do vlastnictví italského státu.
Vlašská kaple prošla v letech 1715–1735, v souvislosti s výstavbou kostela sv. Klimenta, výraznými barokními úpravami, které významně změnily její vnitřní vzhled i dispozici. Došlo k přesunu hlavního oltáře z východní strany na západní, nad novým vchodem v původním místě oltáře byl vybudován malý balkon, kam byly později umístěny varhany. Pro vstup do kaple i kostela sv. Klimenta byl postaven společný vstupní portikus dle návrhu Františka Maxmiliána Kaňky. Původní manýristická výzdoba kaple byla odstraněna a nahrazena barokní, v roce 1734 byla provedena nová malířská výzdoba včetně kupole. Autoři nástěnných maleb nejsou s jistotou známi, jako možný autor hlavní fresky Nanebevzetí Panny Marie umístěné v kupoli je uváděn Giovanni Pietro Scotti.

## Popis

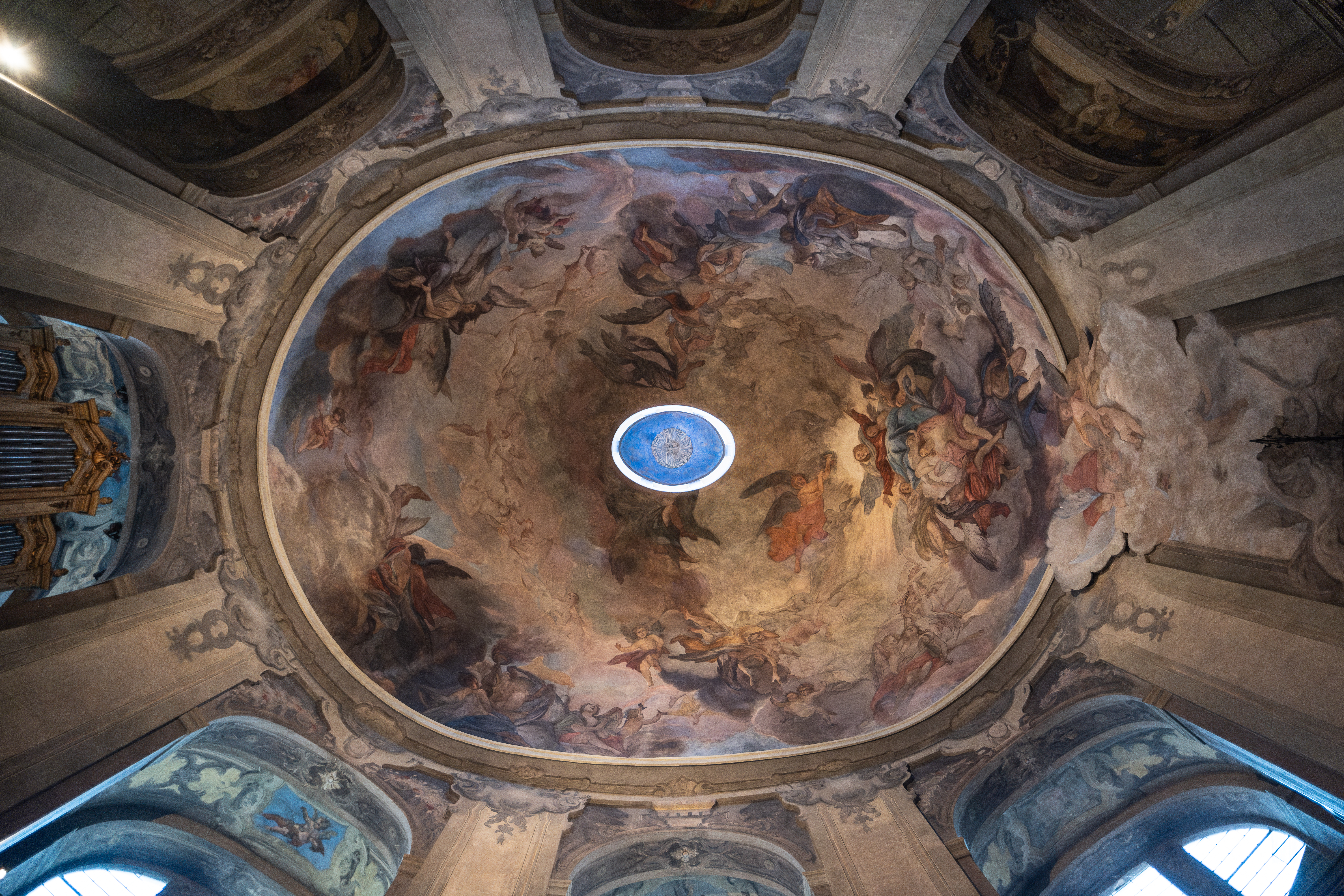
Pohled na oválnou kupoli kaple s nástěnnou malbou s motivem Nanebevzetí Panny Marie

Jednoduchá kaple eliptického půdorysu byla vystavěna v letech 1590–1600 v manýristickém stylu. Svůj název vlašská (tj. italská) získala podle Vlašské kongregace tvořené komunitou Italů žijících v Praze na Malé Straně na protějším břehu Vltavy, pro něž byla vystavěna. Dnešní podoba kaple z let 1590-1600, vzniklá po celkové přestavbě staré kaple, díky své svébytné architektonické struktuře na eliptickém půdorysu s vnitřním ochozem, tvořícím malé mělké výklenkové kapličky, dodnes zaujímá význačné místo v historii české i evropské architektury, neboť je prvním příkladem italské kaple na eliptickém půdorysu v Evropě severně od Alp.
Kapli s kupolí zdobila majestátní freska s výjevem nanebevzetí Panny Marie od neznámého a geniálního italského mistra tehdejší doby. I přes zasvěcení Panně Marii, byla kaple odedávna hovorově nazývána "Vlašská kaple", jak je ostatně běžně nazývána dodnes.

## Galerie

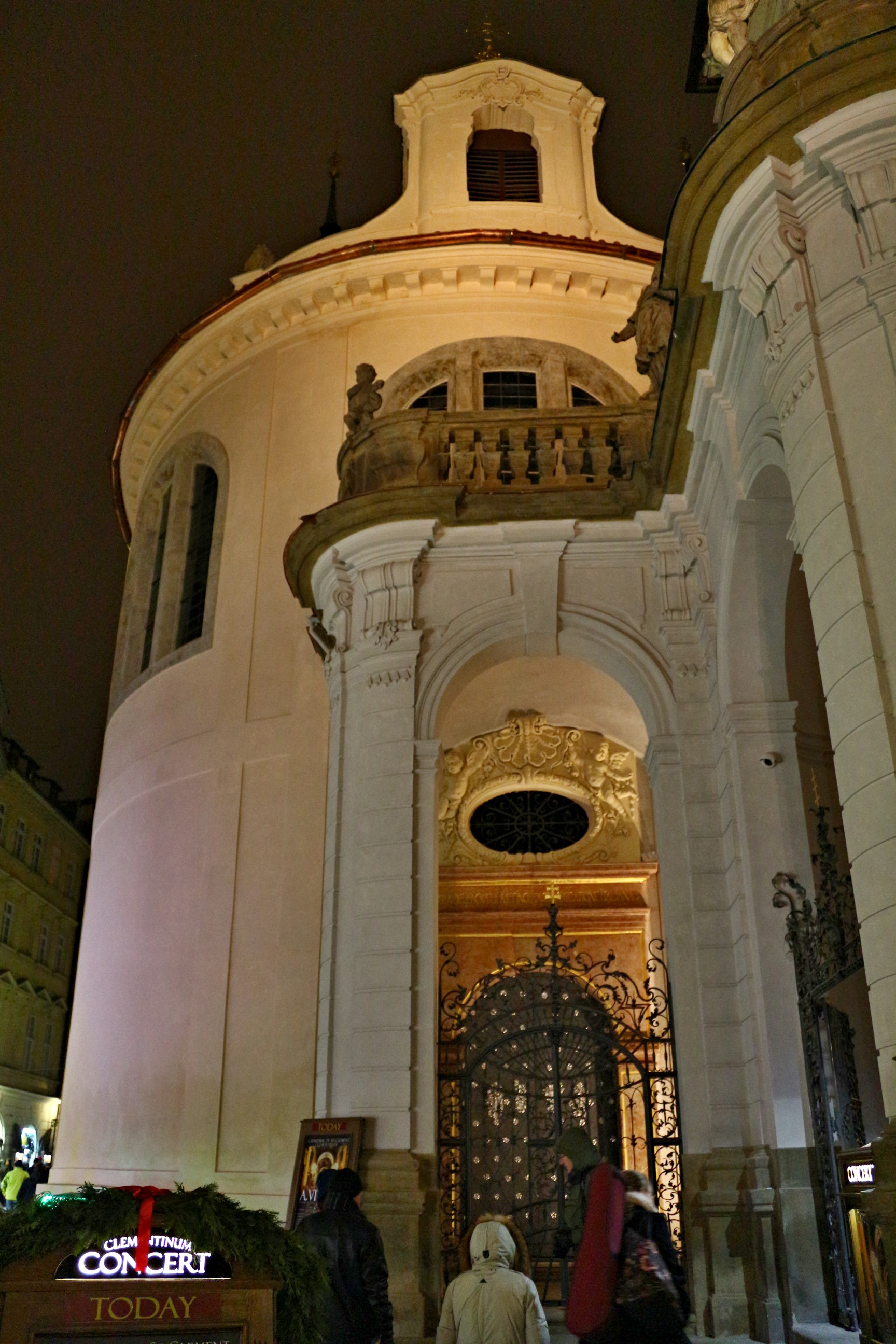
Večerní kaple
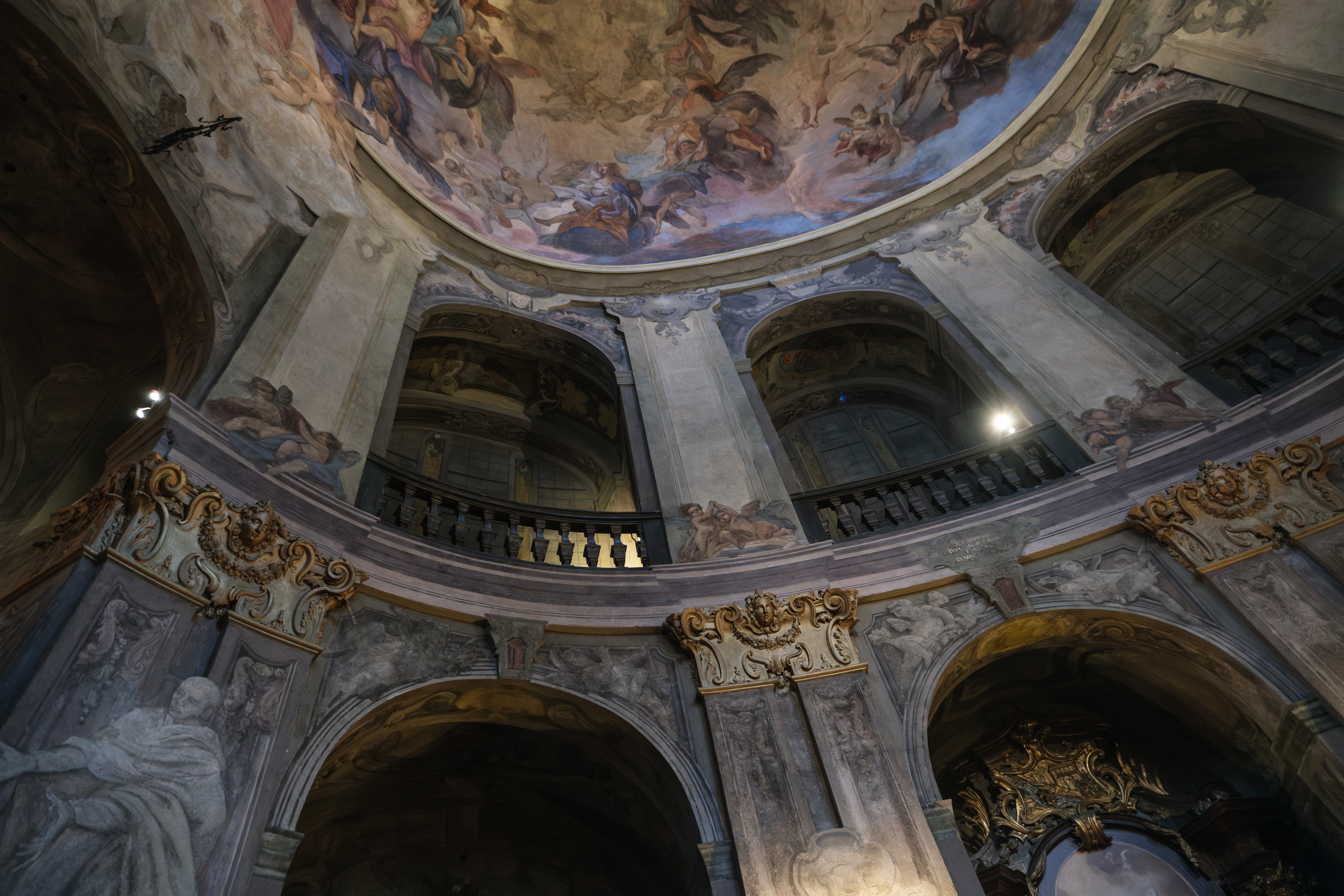
Severní strana kaple s ochozem
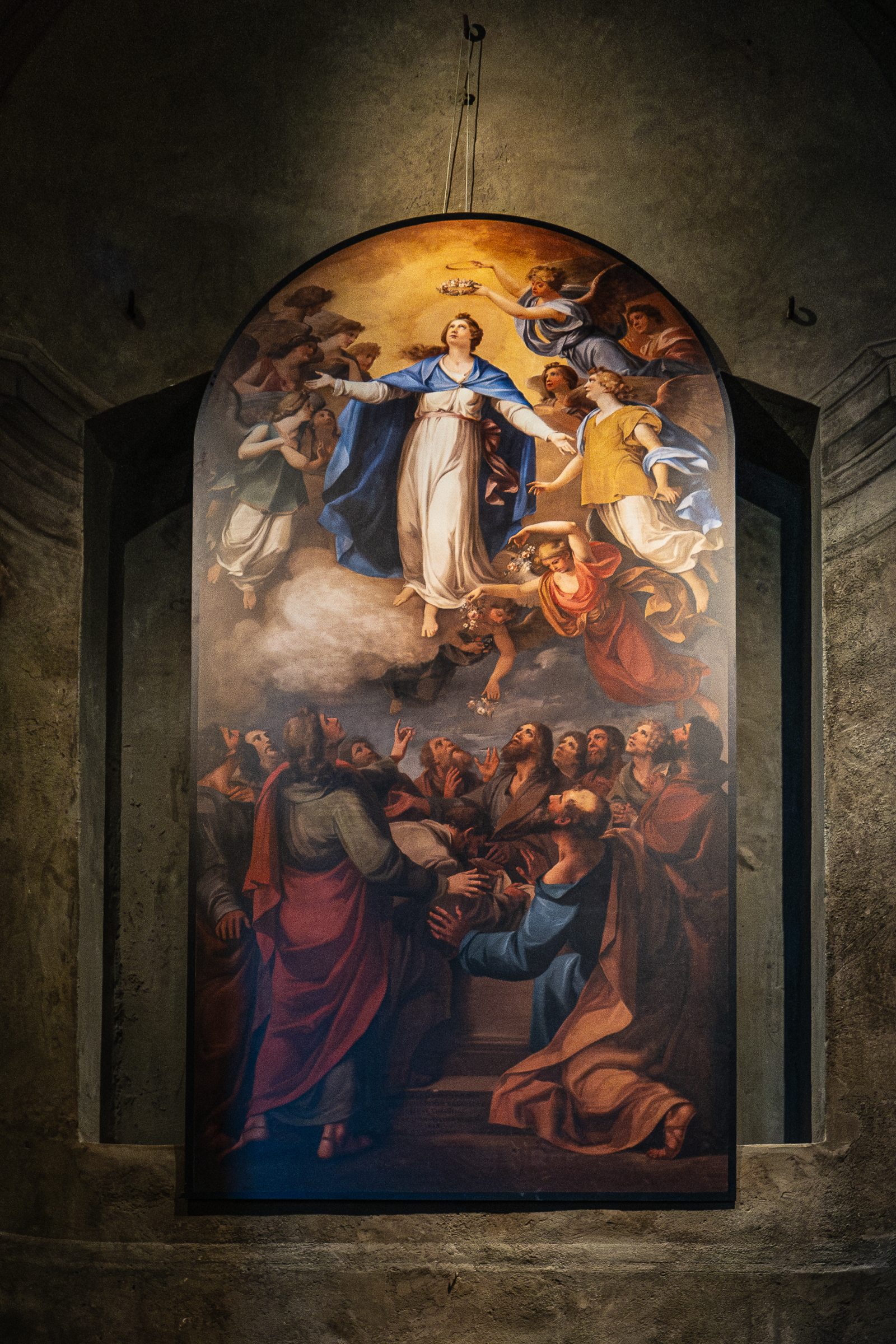
Oltářní obraz Nanebevzetí Panny Marie od Josefa Berglera z roku 1813
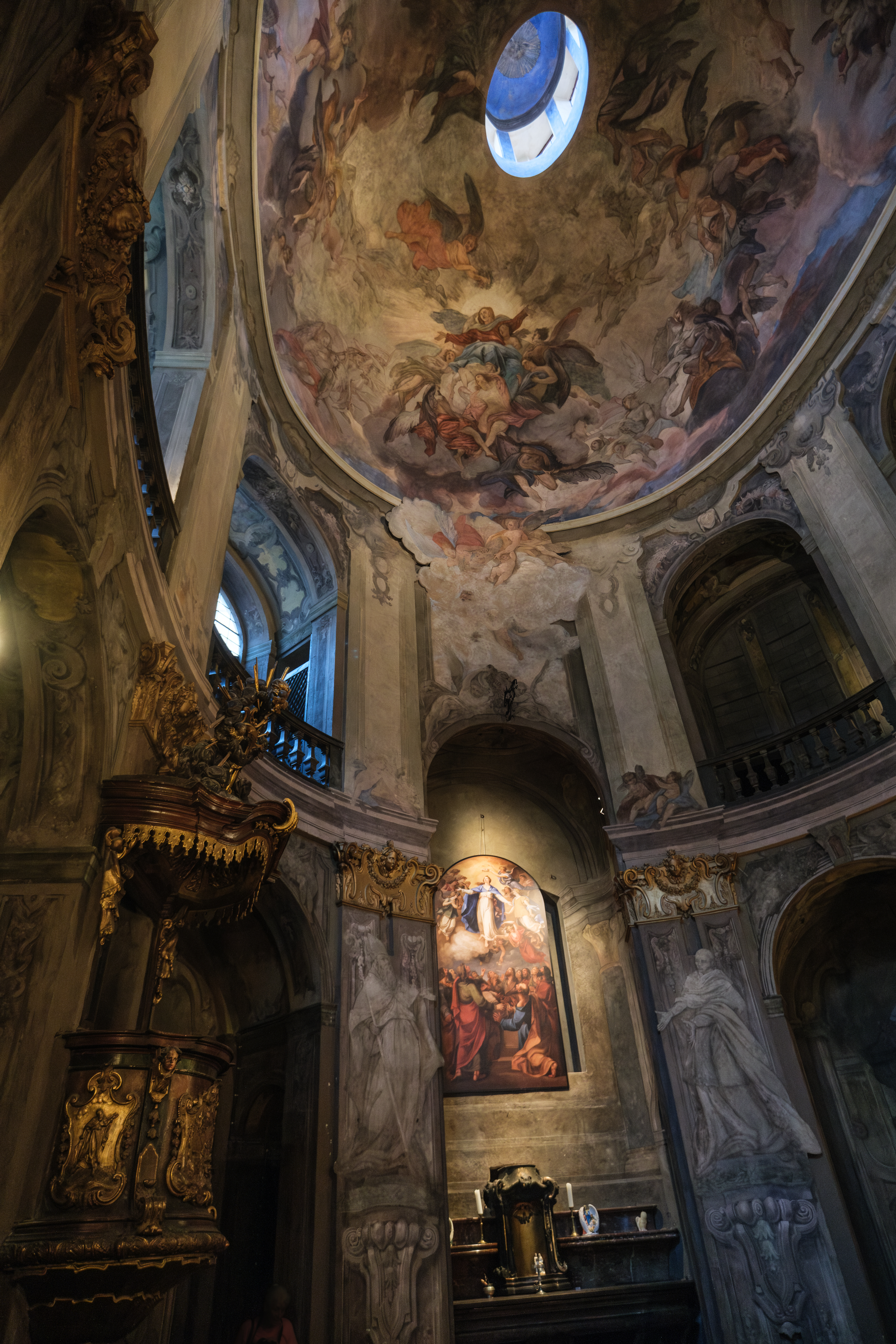
Pohled na oltář a kazatelnu